# Mijandoab
Mijandoab (perski: مياندوآب) – miasto w Iranie, w ostanie Azerbejdżan Zachodni. W 2006 roku miasto liczyło 123 081 mieszkańców w 29 207 rodzinach. Większość mieszkańców to Azerowie.